# Americobdella valdiviana
Americobdella valdiviana – jedyny znany nauce, endemiczny gatunek bezryjkowej pijawki z rodziny Americobdellidae. Jest jedną z największych pijawek świata. Osiąga ponad 20 cm długości. Charakteryzuje się nietypową dla pijawek anatomią. Nie ma oczu. Jest zwierzęciem lądowym lub amfibiotycznym, prowadzącym drapieżny tryb życia. Występuje w południowej części Chile. 
Americobdella valdiviana została opisana przez niemiecko-chilijskiego paleontologa i zoologa Rodolfo Amando Philippi w 1872 pod nazwą Macrobdella valdiviana. Epitet gatunkowy nawiązuje do chilijskiego miasta Valdivia. Autor opisu zaliczył nowy gatunek do rodziny Erpobdellidae. Na początku XX wieku badacze dopatrzyli się podobieństw nietypowej pijawki do przedstawicieli rodziny pijawkowatych (Hirudinidae) i utworzyli dla niej nową podrodzinę w obrębie Hirudinidae, a w 1956 Caballero utworzył dla A. valdiviana odrębną rodzinę Americobdellidae. 
Pozycja systematyczna rodziny Americobdellidae, pomimo przeprowadzonych badań molekularnych, nie jest jednoznaczna. Zwierzę wykazuje morfologiczne i ekologiczne cechy pośrednie pomiędzy dwoma głównymi liniami rozwojowymi pijawek: Arhynchobdellida i Rhynchobdellida. Część systematyków (np. Siddall, Borda) umieszcza ją wśród pijawek gardzielowych (Erpobdelliformes), inni wyodrębniają tę rodzinę podkreślając jej bazalną pozycję wśród Arhynchobdellida.